# Srećko Lisinac
Srećko Lisinac (em sérvio:  Срећко Лисинац; Kraljevo, 17 de maio de 1992) é um jogador de voleibol sérvio que atua na posição de central.

## Carreira

### Clube
A carreira profissional de Srećko Lisinac começou na temporada 2009–10, quando foi contratado pelo Ribnica Kraljevo, da primeira divisão sérvia. Manteve-se ligado ao clube da sua cidade natal durante três temporadas.
Na temporada 2012–13, transferiu-se para a Polônia, no Wkręt-met AZS Częstochowa, enquanto na temporada seguinte se muda para a Alemanha para competir pelo Berlin Recycling Volleys, onde conquista o título do campeonato alemão da temporada 2013–14. Em 2014, o central foi disputar o campeonato polonês pelo PGE Skra Bełchatów, com o qual conquistou um título do Campeonato Polonês, duas Copas da Polônia e uma Supercopa Polonesa.
Em 2018, o atleta sérvio assina com o Itas Trentino para competir o campeonato italiano pela primeira vez em sua carreira. Com o clube da comuna de Trento, o central conquista o Mundial de Clubes de 2018, a Copa Challenge de 2018–19 e a Supercopa Italiana de 2021. Em 2022, Lisinac renova seu contrato para representar as cores do clube italiano na temporada 2022–23. Na referida temporada, o atleta conquista o título da Superlega, o vice-campeonato da Copa Itália.
Após vestir a camisa do Trentino por cinco temporadas, Lisinac retorna para a Polônia, desta vez para atuar pelo Projekt Warszawa após fechar um contrato de um ano com a equipe de Varsóvia. Disputando a terceira maior competições de clube da Europa, o central conquistou a Copa Challenge de 2023–24, título inédito em sua carreira.

### Seleção
Pelas categorias de base, Lisinac conquistou duas medalhas de bronze: uma no Campeonato Europeu Sub-20 em 2010 e outra no Campeonato Mundial Sub-21, em 2011.
Em 2012 recebeu a primeira convocação para representar a seleção adulta sérvia, enquanto no ano seguinte foi vice-campeão do Campeonato Mundial Sub-23.
Pela Liga Mundial, foi vice-campeão na edição de 2015 e campeão na edição de 2016.
Em 2019 o central conquistou o Campeonato Europeu, sendo eleito um dos melhores centrais da competição.

## Títulos
Berlin Recycling Volleys
- Campeoanto Alemão: 2013–14

PGE Skra Bełchatów
- Campeonato Polonês: 2017–18
- Copa da Polônia: 2015–16
- Supercopa Polonesa: 2014, 2017

Trentino Volley
- Mundial de Clubes: 2018
- Copa CEV: 2018–19
- Campeonato Italiano: 2022–23
- Supercopa Italiana: 2021

Projekt Warszawa
- Copa Challenge: 2023–24

## Clubes
| Anos      | Clube                     |
| --------- | ------------------------- |
| 2009–2012 | Ribnica Kraljevo          |
| 2012–2013 | Wkręt-met AZS Częstochowa |
| 2013–2014 | Berlin Recycling Volleys  |
| 2014–2018 | PGE Skra Bełchatów        |
| 2018–2023 | Itas Trentino             |
| 2023–     | Projekt Warszawa          |

## Prêmios individuais
- 2013: Campeonato Europeu – Melhor bloqueador
- 2015: Liga Mundial – Melhor central
- 2016: Copa da Polônia – Melhor bloqueador
- 2016: Torneio Hubert Jerzeg Wagner – Melhor central
- 2016: Liga Mundial – Melhor central
- 2017: Campeonato Europeu – Melhor central
- 2018: Copa da Polônia – Melhor bloqueador
- 2019: Campeonato Europeu – Melhor central